# Fritz Obenaus
Fritz Rudolf Obenaus (* 9. Dezember 1904 in Niedersedlitz; † 20. Januar 1980 in Dresden) war ein deutscher Elektrotechniker, der auf dem Gebiet der Hochspannungstechnik arbeitete.

## Leben
Nach seinem Studium wurde Obenaus im thüringischen Hermsdorf 1929 Versuchsfeld-Ingenieur in der Hermsdorf-Schomburg-Isolatoren GmbH (Hescho). Nachdem er 1933 an der Technischen Hochschule Dresden bei Ludwig Binder mit einer Arbeit zum Einfluss von Oberflächenbelag auf die Überschlagspannung von Isolatoren promoviert hatte, wurde er 1935 Oberingenieur und Leiter des Hochspannungsversuchsfeldes. Er hatte entscheidenden Anteil an der Weiterentwicklung von Isolatoren und an grundlegenden Untersuchungen zur Hochspannungs-Prüftechnik. 1941 wurde er Abteilungsleiter im Unternehmen und nach Ende des Zweiten Weltkrieges Leiter der Technischen Abteilung und Chefkonstrukteur des keramischen Werkes „Hescho-Kahla“ der Elektrotechnischen SAG Hermsdorf. 1951 wurde er auf den Lehrstuhl Professor für Hochspannungstechnik der TH Dresden berufen und war ab 1952/54 Dekan-Direktor der Fakultät Elektrotechnik des gleichnamigen Instituts. Obenaus, Fritz leistet bedeutende Verdienste um die Entwicklung der Hochspannungstechnik durch grundlegende Forschungsarbeiten über den physikalischen Mechanismus des Überschlages verschmutzter Isolatoroberflächen und über die Bewegung des Lichtbogens durch das magnetische Eigenfeld. 1968 ging er in den Ruhestand.
1955 wurde Obenaus zum ordentlichen Mitglied der Deutschen Akademie der Wissenschaften zu Berlin und 1959 der Sächsischen Akademie der Wissenschaften gewählt. 1972 erhielt er in einem Kollektiv den Nationalpreis der DDR II. Klasse für Wissenschaft und Technik. 
Obenaus starb am 20. Januar 1980 im Alter von 75 Jahren.